# Großer Preis von Andalusien (Motorrad)

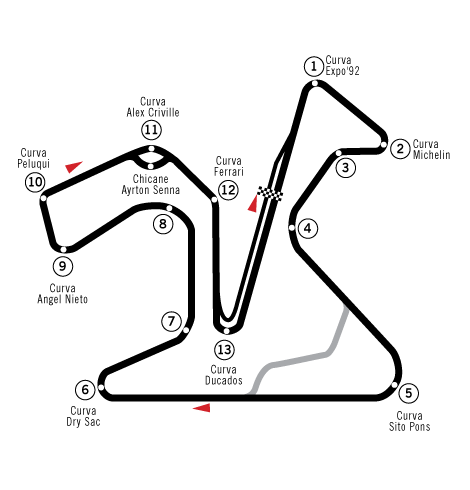
Streckengrafik des Circuito de Jerez

Der Große Preis von Andalusien für Motorräder ist ein Motorrad-Rennen zur Motorrad-Weltmeisterschaft.
Er fand bisher einmal, am 26. Juli 2020 auf dem Circuito de Jerez nahe Jerez de la Frontera in Spanien statt.

## Geschichte
Aufgrund der grassierenden COVID-19-Pandemie wurden verschiedene Rennen der Motorrad-Weltmeisterschaft 2020 abgesagt oder verschoben. Anfang Juni 2020 veröffentlichte Dorna Sports, der Veranstalter der Weltmeisterschaft, einen überarbeiteten Rennkalender u. a. mit zwei Rennen innerhalb einer Woche in Jerez.
Nachdem die Klassen Moto2 und Moto3 beim Großen Preis von Katar bereits am 8. März ihren ersten WM-Lauf ausgefahren hatten, startete die durch COVID-19 verkürzte Saison 19. Juli mit dem Großen Preis von Spanien auf dem Circuito de Jerez. Am folgenden Wochenende wurde in Jerez der Große Preis von Andalusien veranstaltet.
Das Rennen der Moto3-Kategorie wurde von Tatsuki Suzuki dominiert. Der Japaner feierte auf Honda von der Pole-Position einen Start-Ziel-Sieg. In der Moto2-Klasse erreichte Enea Bastianini aus Italien vor seinen Landsleuten Luca Marini und Marco Bezzecchi (alle Kalex) seinen ersten Sieg in dieser Kategorie. In der MotoGP-Klasse feierte Fabio Quartararo aus Frankreich seinen zweiten Sieg binnen einer Woche. Den Yamaha-Dreifachsieg machten der Spanier Maverick Viñales und der Italiener Valentino Rossi perfekt.

## Statistik
| Jahr | Strecke | Klasse | Sieger                        | Zweiter                   | Dritter                   | Pole-Position                 | Schn. Rennrunde           |
| ---- | ------- | ------ | ----------------------------- | ------------------------- | ------------------------- | ----------------------------- | ------------------------- |
| 2020 | Jerez   | MotoE  | Dominique Aegerter (Energica) | Jordi Torres (Energica)   | Mattia Casadei (Energica) | Dominique Aegerter (Energica) | Eric Granado (Energica)   |
| 2020 | Jerez   | Moto3  | Tatsuki Suzuki (Honda)        | John McPhee (Honda)       | Celestino Vietti (KTM)    | Tatsuki Suzuki (Honda)        | Jaume Masiá (Honda)       |
| 2020 | Jerez   | Moto2  | Enea Bastianini (Kalex)       | Luca Marini (Kalex)       | Marco Bezzecchi (Kalex)   | Marco Bezzecchi (Kalex)       | Enea Bastianini (Kalex)   |
| 2020 | Jerez   | MotoGP | Fabio Quartararo (Yamaha)     | Maverick Viñales (Yamaha) | Valentino Rossi (Yamaha)  | Fabio Quartararo (Yamaha)     | Fabio Quartararo (Yamaha) |